# 케일리-멩거 행렬식
수학에서 케일리-멩거 행렬식(-行列式, 영어: Cayley–Menger determinant)은 단체의 초부피를 나타내는 데 쓰이는 행렬식이다.

## 정의
음이 아닌 정수 {\displaystyle n}에 대하여, {\displaystyle n}번째 케일리-멩거 행렬식 {\displaystyle M_{n}}은 다음과 같은 {\displaystyle (n+2)\times (n+2)} 행렬식으로 나타낸 {\displaystyle \textstyle {\frac {n(n+1)}{2}}}변수 다항식이다.:71
{\displaystyle M_{n}(x_{ij}\colon 0\leq i<j\leq n)={\begin{vmatrix}0&1&1&1&\cdots &1\\1&0&x_{01}^{2}&x_{02}^{2}&\cdots &x_{0n}^{2}\\1&x_{01}^{2}&0&x_{12}^{2}&\cdots &x_{1n}^{2}\\1&x_{02}^{2}&x_{12}^{2}&0&\cdots &x_{2n}^{2}\\\vdots &\vdots &\vdots &\vdots &&\vdots \\1&x_{0n}^{2}&x_{1n}^{2}&x_{2n}&\cdots &0\end{vmatrix}}}

## 성질
케일리-멩거 행렬식 {\displaystyle M_{n}}은 대칭 다항식이다. 즉, 변수의 순열에 대하여 불변이다.
표수가 2가 아닌 체 위에서, 케일리-멩거 행렬식 {\displaystyle M_{n}}는 {\displaystyle 2n}차 동차 다항식이다.:339-340
표수가 2가 아닌 체 위에서, 케일리-멩거 행렬식 {\displaystyle M_{n}}이 기약 다항식일 필요충분조건은 {\displaystyle n\neq 2}이다.:339-340
꼭짓점 {\displaystyle v_{0},\dots ,v_{n}}를 갖는 {\displaystyle \mathbb {R} ^{n}} 속 {\displaystyle n}차원 단체 {\displaystyle S}의 {\displaystyle n}차원 초부피 {\displaystyle \operatorname {Vol} _{n}(S)}는 다음과 같이 나타낼 수 있다.
{\displaystyle \operatorname {Vol} _{n}(S)^{2}={\frac {(-1)^{n+1}}{2^{n}(n!)^{2}}}M_{n}(\Vert v_{i}-v_{j}\Vert \colon 0\leq i<j\leq n)}
우변의 계수의 {\displaystyle n=0,1,2,\dots }번째 값은 다음과 같다.
-1, 2, -16, 288, -9216, 460800, ... (OEIS의 수열 A055546)

## 역사
아서 케일리와 카를 멩거의 이름을 땄다.

## 같이 보기
- 유클리드 공간
- 단체 (수학)
- 헤론 공식